# 歐陽魁
歐陽魁，江西贛州人。年輕時期曾率領93名江西學子聯名上書江西督府，要求取消清末的江西諮議局，立即組成江西議會。後於（1924年—1927年）擔任江西省立第二女子師範學校校長一職，1927年改任江西省立贛縣中學副委員長。